# 素晴らしき日
『素晴らしき日』（すばらしきひ、原題: One Fine Day）は、1996年のアメリカ合衆国のロマンティック・コメディ映画。

## ストーリー
メラニーは建築家として活躍しているキャリアウーマン。彼女はミュージシャンの夫と離婚してからは、女手一つで5歳の息子サミーを育てていた。一方、新聞に人気コラムを連載しているジャックも、妻と離婚しており、5歳の娘マギーを数日預かることになっていた。そんなメラニーとジャックは、二人とも子供を課外授業に送る時間に遅れてしまい、急いでタクシーを捕まえる。だが、そのタクシーに相乗りすることになった二人は反目し合い、相手への皮肉を言い合うのだった。そんな最悪の出会いをした二人だったが、その後互いに惹かれ合っていく。

## キャスト
| 役名               | 俳優                   | 日本語吹替 | 日本語吹替   |
| 役名               | 俳優                   | ソフト版   | テレビ朝日版 |
| ------------------ | ---------------------- | ---------- | ------------ |
| メラニー・パーカー | ミシェル・ファイファー | 杉村理加   | 田中敦子     |
| ジャック・テイラー | ジョージ・クルーニー   | 山寺宏一   | 小山力也     |
| マギー・テイラー   | メイ・ホイットマン     | 大谷育江   | 渕崎ゆり子   |
| サミー・パーカー   | アレックス・D・リンツ  | 福島おりね | 川田妙子     |
| ルー               | チャールズ・ダーニング | 小山武宏   | 大木民夫     |

- テレビ朝日版：初回放送2001年4月29日『日曜洋画劇場』

## スタッフ
- 監督：マイケル・ホフマン
- 製作：リンダ・オブスト
- 脚本：テレル・セルツァー、エレン・サイモン
- 撮影：オリヴァー・ステイプルトン
- 音楽：ジェームズ・ニュートン・ハワード